# 鉄砲鍛冶

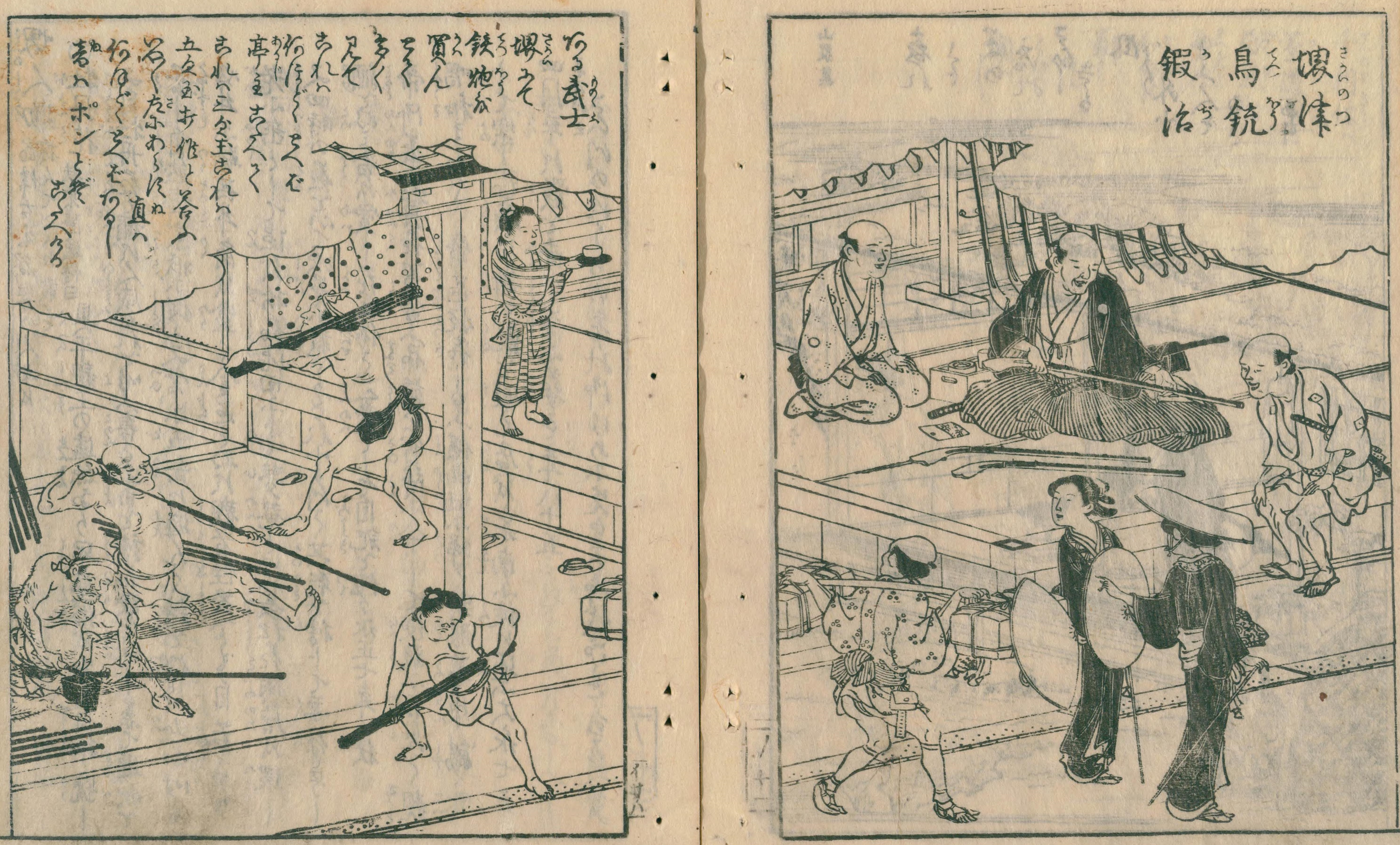
『和泉名所図会』に描かれた堺の鉄砲鍛冶の店。左の詞書は次の通り。「ある武士、堺にて鉄炮を買んとて、多く見て、これは何ほどととへば、亭主こたへて、これは三匁玉、これは五匁玉打候と答ふ。いやいや左にあらず、値は何ほどととへば、あるじ音はポンとぞこたへける。」

鉄砲鍛冶（てっぽうかじ）は、鉄砲伝来後の戦国時代から江戸時代にかけての日本で、鉄砲の生産に従事した鍛冶職人。

## 概要
日本最初の鉄砲鍛冶と呼ぶべき人物は、天文12年（1543年）に種子島で火縄銃の生産に成功した八板清定（八板金兵衛）らであったとされている。火縄銃には、当時の日本では未知の技術だった螺子などが用いられていたため、八板らは苦心して製作したことが知られているが、要領が明らかになると比較的単純な技術をもって製作が可能であったことから各地に生産が広まった。
種子島以外では摂津国の堺・紀伊国の根来・近江国の国友および日野などが代表的な鉄砲の産地であったが、他にも刀剣や農具の生産で知られていた備前国の長船や城下町である鹿児島・仙台も知られた。ただし、多くの鉄砲鍛冶は刀剣や農具、錠前などの生産などを兼ねていることが多かった。
そんな中で堺と国友の鉄砲鍛冶は早くから徳川氏に協力してきた功績によって、大坂の陣後に江戸幕府から毎年一定数の鉄砲の納入を義務付けられて幕府の御用を務めることとなった。その権威を背景に堺と国友では年寄を中心とした組合組織が作られ、平鍛冶や台師・金具師を統制する体制が整えられた。だが、幕府御用を盾とした年寄と平鍛冶ら職人や周辺の一般住民らの対立が続き、次第に衰退していった。
幕末から明治にかけて火縄銃が廃れて西洋式銃に移行していく中で、鉄砲鍛冶の多くは長年の保護と職人気質から西洋式銃への転換を拒んで廃業・帰農する者が多かったと言われている。国友覚治郎充男が「最後の鉄砲鍛冶」とされる。

## 著名な鉄砲鍛冶
- 八板金兵衛（八板清定）
- 芝辻清右衛門
- 国友善兵衛
- 国友一貫斎
- 宮田栄助